# Nomascus leucogenys
Nomascus leucogenys (Номаскус північний білощокий) — вид приматів з роду Nomascus родини Гібонові.

## Опис
Досягає довжини тіла близько 45-63 см і з середньою вагою 5,7 кг. Статі майже рівні за розміром, але відрізняються кольором. Самці майже повністю чорні, але у них є білі плями на щоках, котрі поширюється на вуха і частково підборіддя, губи не оточені білим хутром. Самиці, однак, від жовтуватого до світло-коричневого кольору, у верхній частині голови є невелика чорна пляма. Пальці рук і ніг, а також статевих органів можуть бути пофарбовані в чорний колір. Як і всі гібонів, вони безхвості і характеризується тонким корпусом з довгими руками.

## Поширення
Країни проживання: Лаос, В'єтнам; можливо вимер: Китай (Юньнань). Знаходиться у високих первинних та сильно деградованих вічнозелених і напів-вічнозелених лісах. У Лаосі, знаходяться від рівнин річки Меконг принаймні до 1650 м. 

## Стиль життя
Вид суворо деревний і в основному плодоїдний. Живе як і всі гібонові в сімейних групах, які складаються з одного самця, одної самиці й 1—3 дитинчат. Середня тривалість життя в дикій природі становить 28 років. Відомі хижаки: Homo sapiens, Panthera pardus, Strigidae, Accipitridae.
Після приблизно семи місяців вагітності самиця народжує зазвичай одне дитинча. Воно - незалежно від статі - спершу жовте, а в кінці першого року стає чорним. Тільки з настанням статевої зрілості (імовірно у 5—8 років) самиця набуває коричнюватого забарвлення.

## Загрози та охорона
Вид сильно постраждав в результаті збезлісення. Полювання також являє собою серйозну загрозу. Цей вид занесений до СІТЕС в Додаток I. Він юридично захищений у В'єтнамі, хоча виконання його проти лісового посягання і браконьєрства не є адекватним в більшості випадків. Зустрічається в кількох ПОТ.